# Iga Idunganran
El Iga Idunganran es la residencia oficial del Oba (Rey tradicional o ceremonial) de Lagos, situada en la isla de Lagos en el país africano de Nigeria. También es una atracción turística. La isla de Lagos fue originalmente propiedad de Aromire, un noble Ile-Ife, que lo utilizó como un puesto de pesca. El antiguo palacio fue construido inicialmente en torno a 1630 y la parte moderna fue terminada y puesta en servicio en 1960. Los portugueses añadieron partes al edificio antiguo en torno a 1670. La mayoría de los materiales utilizados fueron traídos de Portugal. Recientemente modernizada por Oba Adeniji Adele II y Oba Adeyinka Oyekan II, sufrió una modernización adicional en 2007/8 por el presente Oba Akiolu en conjunto con el gobierno del estado de Lagos y el Museo de Nigeria.